# 뜨겁고 부드럽게
"뜨겁고 부드럽게"는 1991년에 개봉한 대한민국의 영화이다.

## 캐스팅
- 최수지 : 수지 역
- 박찬환 : 민영 역
- 김지민 : 승규 역
- 민복기
- 손혜경
- 롤링식스
- 심재원
- 양택조
- 김일우
- 김경애
- 전혜경
- 김희동
- 김경민
- 최수훈
- 박찬민
- 이기영
- 박민호
- 김동기
- 문소연
- 황금인
- 성명순
- 임영규 (특별출연)